# American Blitzkrieg
American Blitzkreig è il terzo album in studio del gruppo musicale Babylon A.D., uscito nel 2000 per l'etichetta discografica Apocalypse Records.

## Tracce
1. American Blitzkrieg (Davis, Pacheco, Strong, Whitfield) 4:24
2. Magic Mary (Davis, De La Rosa) 4:15
3. I Wana Live (Davis, Pacheco) 4:30
4. Sinking in the Sand (Davis, Freschi) 4:41
5. The Sky's Falling (Davis, Freschi) 5:24
6. The Unreal (Davis, DeLaRosa) 3:50
7. One Way Ride (Davis, Freschi, Pacheco) 4:38
8. Glyde (Davis, De La Rosa) 3:46
9. Superstar (Davis, DeLaRosa) 3:56

## Formazione
- Derek Davis - voce
- Danny De La Rosa - chitarra
- Ron Freschi - chitarra, voce
- Eric Pacheco - basso, voce
- Jamey Pacheco - batteria, percussioni